# Большие Зальцбургские анналы
Большие Зальцбургские анналы (лат. Annales Iuvavenses maiores) — небольшое историческое сочинение IX в., к которому впоследствии современниками делались дополнения до кон. X в. Охватывают период с 550 по 975 гг., причём повествование с 835 по 975 гг. утрачено. Содержат сведения главным образом по истории Франкского государства.

## Издания
- Annales Iuvavenses maiores // MGH, SS. Bd. I. Hannover. 1826, p. 87-88[2].

см. также:
- Annalium Iuvavensium maiorum supplementum // MGH, SS. Bd. III. Hannover. 1839, p. 122[3].

- Annales breves // MGH, SS. Bd. III. Hannover. 1839, p. 123[4].

## Переводы на русский язык
- Большие Зальцбургские анналы в переводе А. Голованова на сайте Восточная литература

- Большие Зальцбургские анналы в переводе И. Дьяконова на сайте Восточная литература

- Дополнение к Большим Зальцбургским анналам, 742—976 гг. в переводе И. Дьяконова на сайте Восточная литература

- Краткие анналы, 721—741 гг. в переводе И. Дьяконова на сайте Восточная литература